# Triangle Factory
Triangle Factory is een computerspelontwikkelaar uit Gent (België) met een sterke focus op first-person shooters. Het bedrijf werd opgericht in 2010 en is meest gekend voor virtual reality spellen "Breachers" en "Hyper Dash". Triangle Factory richt zich op virtual reality en augmented reality in mobiele spellen en andere applicaties.

## Geschiedenis

### Oorsprong
Het bedrijf werd opgericht in 2010 door alumni van Digital Arts & Entertainment in Kortrijk. Het begon met vier studenten die deel namen aan de Microsoft Imagine Cup 2008 in Parijs. Dit was ook de eerste editie die spelontwikkeling bevatte. Het thema in deze cup was duurzaamheid en milieukwesties. Het team nam deel met hun game genaamd "Future Flow". Het idee rond Future Flow was om een stad te bouwen en duurzaamheid en milieukwesties op te lossen aan de hand van puzzels. Ze behaalden tweede plaats in de categorie Game Development.

### Later
Triangle Factory begon origineel als een bedrijf met de intentie om hun eigen originele games te publiceren. Later begon het bedrijf te werken aan interactieve applicaties voor andere bedrijven. In 2014 begon men gebruik te maken van virtual reality om interactieve applicaties te maken. Hun eerste succes begon toen ze in zee gingen met andere bedrijven. Ze lanceerden het mobiele spel Trivia Switch gebaseerd op de tv-quiz Switch. Trivia Switch won ook best Mobile/Handheld game in the Belgian game awards 2019. Het bedrijf richt zich op mobiele en locatie-gebaseerde virtual reality-applicaties voor bedrijven zoals telenet.
Samenwerken met andere bedrijven zoals Telenet, Panenka, etc., gaf Triangle Factory de kans om ook hun eigen games te maken. Zo brachten ze in 2021, Hyper Dash op de markt, een populaire arena-shooter in VR die nu gratis is om te spelen. Meest recentelijk in 2023, brachten ze Breachers uit, een first-person shooter spel waarin teams van vijf het tegen elkaar opnemen in spannende vuurgevechten.

## Computerspellen

### Virtual Reality Spellen
| Spel       | Jaar | Platformen                         | Genres                              |
| ---------- | ---- | ---------------------------------- | ----------------------------------- |
| Hyper Dash | 2021 | Meta, Steam, Pico, Vive            | first-person shooter, arena shooter |
| Breachers  | 2023 | Meta, Steam, Pico, Playstation VR2 | first-person shooter                |

### Location based virtual reality
Op 23 januari 2019 werd "De Dag" (een locatie-gebaseerde virtual reality-applicatie) gelanceerd in The Park Playground in Gent en Antwerpen. Triangle Factory ontwikkelde "De Dag" (samen met Telenet en The Park Playground) gebaseerd op de serie "De Dag" te zien op VIER. Volgens De Standaard was De Dag een van de eerste 'free roam' VR-ervaringen in België.
Triangle Factory maakte ook de content voor VR Base, een andere virtual reality locatie-gebaseerde aanbieder.

### Mobiel
Triangle Factory's Trivia Switch was hun eerste hit voor een mobiel platform. Het spel kwam voort uit een samenwerking tussen Panenka, VRT en Triangle Factory, en is gebaseerd op het Belgische kwisprogramma "Switch". De app was deels gesponsord door het VAF Gamefonds en de marketing werd gedaan door televisiezender één aan de hand van een aantal commercials die getoond werden tussen piekprogramma's op één. Volgens "De Tijd" was de populariteit van Switch een uitzondering aangezien deze was ontwikkeld door een onafhankelijk spelbedrijf zoals Triangle Factory en niet door een bedrijf zoals Supercell of Tencent Games die de mobiele markt verzadigen. Trivia Switch werd genomineerd in de categorie "Best Business" in de Belgische Game Awards van 2019 die werd uitgereikt door Flanders DC, en het spel won de prijs voor Best Mobile/Handheld Game in diezelfde show.
Het spel AR Sports Basketball kreeg bekendheid door Apples nieuwe categorie 'Amazing AR Games' in de App Store.

## Prijzen
- Best Mobile/handheld game tijdens de Belgian game awards van 2019[17]
- Tweede plek in de categorie Game Development tijdens de Microsoft Imagine Cup 2008 in Parijs[3]
- Nominatie voor Best Business (uitgereikt door Flanders DC) tijdens de Belgian game awards van 2019[18]